# 조반니 페라리
조반니 페라리(이탈리아어: Giovanni Ferrari dʒoˈvanni ferˈraːri[*]; 1907년 12월 6일, 피에몬테 주 ~ 1982년 12월 2일, 롬바르디아 주 밀라노)는 이탈리아의 전 축구 선수로, 현역 시절 공격형 미드필더/좌측 안쪽 공격수로 활약했다. 그는 당대 정상급 선수로 평가되는 이탈리아의 역대 손꼽히는 선수이기도 하며, 역대 최고 선수로도 평가되는데, 세리에 A를 8번 우승하고, 이탈리아 국가대표팀의 월드컵 2연패(1934, 1938) 주역이기도 하다. 그는 주세페 메아차와 에랄도 몬첼리오와 함께 2번의 월드컵을 들어올린 셋밖에 되지 않는 이탈리아 선수이다.
창의적인 전방 중원의 플레이메이커인 페라리는 강인하고, 신체조건이 좋으며, 근면하고, 다재다능한 만능 선수로, 이타적인 면도 있다. 기술적 역량, 시야, 전술적 지능, 그리고 공을 넘기는데에 도가 텄고, 공격을 전개하고 도움을 따로 기록하지 않던 시대에도 스스로도 강력하고 정확하게 쏠 수 있음에도 동료의 기회를 창출하여 스스로 득점 활로를 텄다. 그는 주로 공격형 미드필더/좌측 안쪽 공격수, 혹은 반측면자원(mezzala)으로 수식되는 역할을 현역시절 대게 맡았다.

## 클럽 경력
페라리는 1923년에 프리마 디비시오네 인근 알레산드리아에서 축구를 시작했는데, 오늘날의 세리에 A가 1929-30 시즌에 시작하기 전에 1925-26 시즌에 나폴리에서 15경기 출전 16골의 경이로운 성과를 냈다. 그는 알레산드리아와 나폴리에서 도합 7년(1923-1930)을 보내고 137경기에서 78골을 넣었다. 이어서 페라리는 유벤투스로 이적하여 등번호 10번을 받았다. 그는 유벤투스에서 5년을 활약하며(1930-1935) 160경기에서 66골을 기록했고, 동료의 득점에 도움도 수없이 줬다. 비록 공식 도움 횟수는 기록되지 않지만, 높을 것으로 추산된다. 페라리는 이어서 인테르나치오날레로 이적해 5년을 활약했고,(1935-1940) 볼로냐에서 1940-41 시즌을 보내고 유벤투스로 1941-42 시즌에 복귀했는데, 이번에는 선수 겸 감독으로 마지막 시즌을 보내며 10번째 국내 대회를 우승했다. 제2차 세계 대전이 끝난 후, 이탈리아 축구가 1945-46 시즌에 재개되자, 그는 브레시아의 감독으로 정식 취임했다.

### 유벤투스의 금빛 5년 (1930-1935)
1930년에서 1935년까지 유벤투스는 리그 5연패를 달성하였는데, 이 시기를 유벤투스의 금빛 5년(Il Quinquennio d'Oro della Juventus)으로 수식한다. 유벤투스는 세리에 A가 개편되기에 앞서 2번의 이탈리아 리그를 우승하는데 그쳤지만, 페라리가 몸담던 시기에 세리에 A 5연패를 달성했다. 금빛 5년은 유벤투스가 이탈리아 축구 역사상 리그 5연패 기록을 세운 시기였는데, 그의 활약으로 유벤투스는 이탈리아의 가장 크고 중요한 구단으로 급부상했다.

### 세리에 A 8회 우승을 세우기까지 (1935-1941)
그는 이후 인테르나치오날레에서 세리에 A 2번, 코파 이탈리아 1번을 우승했고, 볼로냐 소속으로도 세리에 A 우승을 추가했다. 페라리는 그에 따라 당시 최다인 세리에 A 8회 우승을 기록했다. 비르지니오 로세타도 리그를 8번 우승했지만, 3번의 우승은 현 세리에 A 개편 이전에 우승한 횟수이다. 페라리는 세리에 A를 3개의 구단에서 우승한 6명밖에 되지 않는 선수의 집합에도 속해 있는데, 그는 이 업적을 유벤투스, 인테르나치오날레, 그리고 볼로냐를 거치면서 이룩했다. 이 업적을 세운 다른 5명의 선수로는 필리포 카발리, 알도 세레나, 피에트로 판나, 세르조 고리, 그리고 아틸리오 롬바르도가 있다.
그의 세리에 A 최다 우승 기록은 77년동안 깨지지 않았는데, 잔루이지 부폰이 9번째 세리에 A 우승을 2017-18 시즌에 거두면서 경신했고, 부폰은 뒤이어 2019-20 시즌에 개인 10번째 우승을 거두었는데, 10번의 우승 모두 유벤투스에서 이룩했다.

### 유벤투스 복귀와 10번째 국내대회 우승 (1941-42)
그는 유벤투스로 복귀해 개인 2번째 코파 이탈리아 우승이자 자신의 10번째 국내 대회 우승을 거두었고, 이 우승을 끝으로 페라리는 은퇴했다. 시즌 종료 후 세리에 A와 코파 이탈리아는 얼마 지나지 않아 제2차 세계 대전으로 중단되었다.

## 국가대표팀 경력
페라리는 이탈리아 국가대표팀의 1세대 황금기의 주역으로 1931-32년 중부 유럽 선수권 대회 준우승을 경험했다. 그는 이어서 2번의 월드컵을 연달아 우승했고,(1934, 1938) 1933-35년 중부 유럽 선수권 대회도 정상을 밟았다. 4번의 대회 모두 주세페 메아차와 에랄도 몬첼리오와 합작했다. 이 세 선수는(우승 횟수 기준으로) 이탈리아 국가대표팀 역사상 가장 많은 우승을 거둔 선수들이다. 그는 1930년부터 1938년까지 도합하여 44번의 국가대표팀 경기에 출전해 14골을 기록했다. 그는 이후 1960년부터 1961년까지 이탈리아를 이끌고 기술위원회원으로서 파올로 마차와 1962년 월드컵에서 이탈리아를 이끌었다. 이탈리아는 개최국 칠레와의 악명높은 산티아고 난투극에서 1경기를 패할 때 2명이 퇴장당해 칠레에 수적으로 9대11로 밀렸는데, 칠레의 최좌측 공격수 레오넬 산체스가 이탈리아의 우측 수비수 마리오 다비드를 왼손 주먹으로 가격하고 움베르토 마스키오의 코를 왼손 주먹 강타로 깨뜨렸지만 잉글랜드인 주심 켄 애스턴은 아무런 제제를 취하지 않는 논란이 있었다. 켄 애스턴 주심은 이 경기 이후로 월드컵 경기를 주관하지 않았다.

### 1931-32년 중부 유럽 선수권 대회
페라리는 1931-32년 중부 유럽 선수권 대회 초에 플레이메이커/공격형 미드필더를 맡았고, 체코슬로바키아 원정에서 득점을 기록하기도 했다. 이 대회에서 이탈리아는 마티아스 진델라가 버티는 오스트리아의 불가사의 군단(Wunderteam)에 이어 준우승을 거두었는데, 그에 따라 페라리는 이탈리아 소속으로 첫 상을 은상으로 받았다.

### 1934년 월드컵
페라리는 플레이메이커/공격형 미드필더를 맡은 것 외에도 2골을 기록했는데, 둘 다 첫 월드컵에서 기록했다. 1골은 미국과의 16강전에서 터졌고, 2번째 골은 스페인과의 8강전에서 터졌는데, 이탈리아는 그의 동점골로 재경기를 치렀고,(당시 승부차기가 없었기 때문에, 연장전 끝에도 승부가 나지 않으면 훗날 재경기를 열었다) 이탈리아는 뒤이어 경기를 이기고 준결승전에서 불가사의 군단(Wundeream) 오스트리아를, 결승전에서 체코슬로바키아를 올드르지흐 네예들리의 선제골로 끌려가고도 역전승으로 우승했다. 페라리의 8강전 동점골이 없었으면 이탈리아는 1934년 월드컵을 우승하지 못했을 수도 있었다.

### 1933-35년 중부 유럽 선수권 대회
페라리는 플레이메이커/공격형 미드필더 역할을 맡은 것 외에도 3골을 기록해 우승을 견인했다. 체코슬로바키아와의 안방 경기, 스위스와의 안방 경기, 그리고 헝가리와의 안방 경기에서 득점하고, 이탈리아는 이번에 오스트리아의 불가사의 군단을 꺾고 우승했다.

### 1938년 월드컵
페라리는 자신의 2번째 월드컵에도 주전으로 참가했는데, 이번에는 플레이메이커/공격형 미드필더로서 샤로시 죄르지가 버티는 헝가리를 꺾고 이탈리아의 2연패 위업을 달성했다. 그는 2번의 월드컵을 들어올린 셋밖에 되지 않는 이탈리아 선수이기도 했다.

## 사생활
페라리는 1907년 12월 6일 알레산드리아에서 출생하여 1982년에 향년 74세로 밀라노에서 영면에 들었다.

## 수상

### 클럽
유벤투스
- 세리에 A: 1930–31, 1931–32, 1932–33, 1933–34, 1934–35
- 코파 이탈리아: 1941-42

인테르나치오날레
- 세리에 A: 1937–38, 1939–40
- 코파 이탈리아: 1938-39

볼로냐
- 세리에 A: 1940–41

### 국가대표팀
이탈리아
- 월드컵: 1934, 1938
- 중부 유럽 선수권 대회
  - 우승: 1933–35
  - 준우승: 1931-32

### 개인
- 이탈리아 축구 명예의 전당: 2011 (사후 헌액)[1][2]